# معركة خاراما
معركة خاراما (بالإسبانية: Batalla del Jarama)‏ (6-27 فبراير 1937) هي محاولة من الجبهة القومية بقيادة الجنرال فرانسيسكو فرانكو لإزاحة خطوط الجبهة الجمهورية على طول نهر خاراما شرقي مدريد خلال الحرب الأهلية الإسبانية. وكذلك الاستيلاء على أرجاندا وقطع الاتصالات مع بلنسية والوصول إلى ضاحية ألكالا دي إيناريس (قلعة النار) للوصول إلى طريق برشلونة السريع. تراجع جيش المركز الجمهوري في الأيام الأولى ومعه الألوية الدولية أمام ضغط الفيلق الإسباني والنظاميين المغاربة من الجيش الأفريقي. ولكن في يوم 15 فبراير تمكن الجنرال خوسيه مياخا من جمع الوحدات الجمهورية بعد أن كانت مشتتة في بداية الهجوم، وشكل ما مجموعه أربع فرق أو مجموعات تمكنت من منع تقدم القوميين نحو أرجاندا. وبالمثل فشلت الهجمات المضادة للجمهوريين لإسترجاع الأراضي التي استولى عليها القوميون، مما أدى إلى خسائر فادحة في كلا الجانبين.

## القوات الموجودة في المعركة

### المتمردون
تم دمج القوات المتمردة تحت ما يسمى بفرقة تعزيزات مدريد (تحت قيادة لويس أورجاز يولدي). وانضمت إليها وحدات من الفيلق والنظاميين وبانزر-1 (عددها 55 دبابة) بالإضافة إلى المشاة والمدفعية (مدافع هاوتزر عيار 155 ملم) والمدفعية المضادة للطائرات والوحدات المضادة للدبابات وخبراء المتفجرات. بالإضافة إلى وجود لواء مؤلف من متطوعين إيرلنديين بقيادة إيوين أودوفي الذين قاتلوا على خط المواجهة بين سيمبوزويلوس وتيتولسيا، وإن كان أداؤه غريباً وغير فعال. بعد اندلاع القتال أظهرت الخسائر الشديدة التي تكبدتها القوات المغربية بمشاكل خطيرة، حيث لم يكن هناك وقت مناسب لجلب ما يكفي من متطوعين مغاربة.
أما القوة الجوية فقد تألفت من قاذفات القنابل يونكرز يو 52 / 3 أم ومقاتلات Fiat CR.32 بقيادة إسبان وإيطاليين. تلقوا في البداية انتكاسات خطيرة، بسبب أداء المقاتلات الإيطالية السيئ. فتغيرت التكتيكات واستعيض بطواقم أكثر احترافية خاصة الإسبانية، تمكنت من إمالة السيطرة على الجو إلى الجانب المتمرد. كانت القيادة العليا للعملية بأكملها مكونة من الجنرالات خوسيه إنريكي فاريلا ولويس أورجاز يولدي وريكاردو رادا.

### الجيش الجمهوري

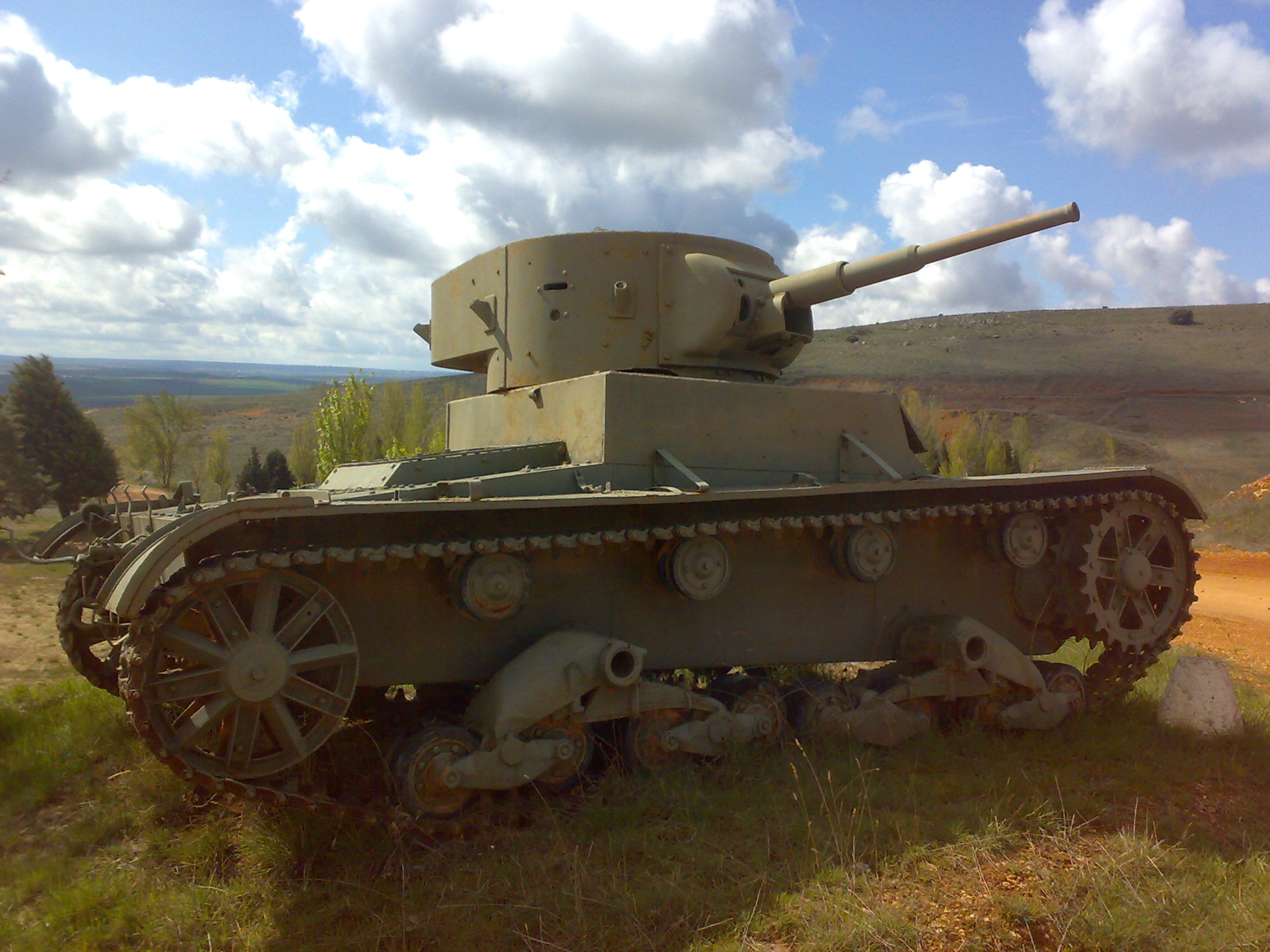
الدبابة تي-26 السوفيتية التي استخدمها الجيش الجمهوري الإسباني.

على الجانب الجمهوري كانت تشكيلاته من ثلاث فرق مشاة قتالية: ضمت الألوية المختلطة معززة بعدة وحدات خلفية، والألوية الدولية، ونحو 30 دبابة ومجموعة احتياطية ومجموعة مدفعية. وكان في القيادة الكولونيل إليسيو تشوردا ، وريكاردو بوريلو ستول وألفاريز-كوك والمقدم فيرناندو كاسادو فيجا.
وتألفت القوة الجوية من بوليكاربوف آي-15 «تشاتو» وبوليكاربوف آي-16 «موسكا» وبوليكاربوف أر-زد «ناتاشا» وتوبوليف أس بي-2 «كاتيوسكا»؛ وبرز من الطيارين الجمهوريين البارعين غارسيا لاكال.
كانت القيادة العليا للجمهورية مكونة من الجنرال سيباستيان بوزاس في البداية، ثم حل محله خوسيه مياخا وإنريكي ليستر. أثر التنافس في النهج العسكري بين بوزاس بيريا ومياخا سلبًا على القوات الجمهورية في بداية المعركة، ولكن تحول الوضع بشكل إيجابي بعد استلام مياخا القيادة، التي كانت مترددة في توفير القوات التي يحتاجها بوزاس لشن هجوم في الجنوب. من ناحية أخرى تسببت الاختلافات في المعايير بين المستشارين العسكريين الروس والقادة الجمهوريين الإسبان في مواقف حرجة في تطوير العمليات، مما أدى إلى بعض مشاكل التنسيق في دعم الطيران والدبابات للمشاة.
كما عانى الجمهوريون من نقص في الذخيرة وسوء الإمدادات في الأوقات الحرجة بسبب المفاجأة ونقص التخطيط. قسم من المدافع الرشاشة في الكتيبة الإنجليزية من الألوية الدولية لم يتمكن من استخدام أسلحتهم لأنهم تلقوا شرائط ذخيرة لعيار آخر، واضطروا إلى القتال ببنادقهم حتى أبيدوا في ما يسمى بتلة الانتحار.

## المعركة

### الاستيلاء على الضفة الغربية
في 6 فبراير هاجمت فرقة تعزيزات مدريد بحوالي 19000 جندي وكتيبتين برشاشات ثقيلة ودبابات ألمانية نحو سيمبوزويلوس، فاجتاحت في الأيام الأولى لواء 18 الجمهوري، فكبدته خسائر 1800 قتيل أول 48 ساعة. استولى رجال رادا على تل لا مارانيوسا، الذي يبلغ ارتفاعه 700 متر (2,300 قدم) ويطل على ضفتي نهر خاراما. فاستبسلت الكتيبتان الجمهوريتان في قمة لا مارانيوسا بالدفاع عن القمة، وقاتلت هناك عبثًا حتى آخر رجل. بحلول 8 فبراير كانت الضفة الغربية لخاراما في أيدي القوميين، وفي 9 فبراير قامت قوات رادا بتأمين المرتفعات المقابلة لحي فاسيامادريد. تمكن القوميون من اختراق الأجنحة بسرعة، ولكن صمد الجمهوريون في الوسط ولم يسقطوا بسهولة. تمكن لواء دي بورواغا من تأمين المنخفض الذي يبعد 1 كـم (0.62 ميل) من نهر خاراما.

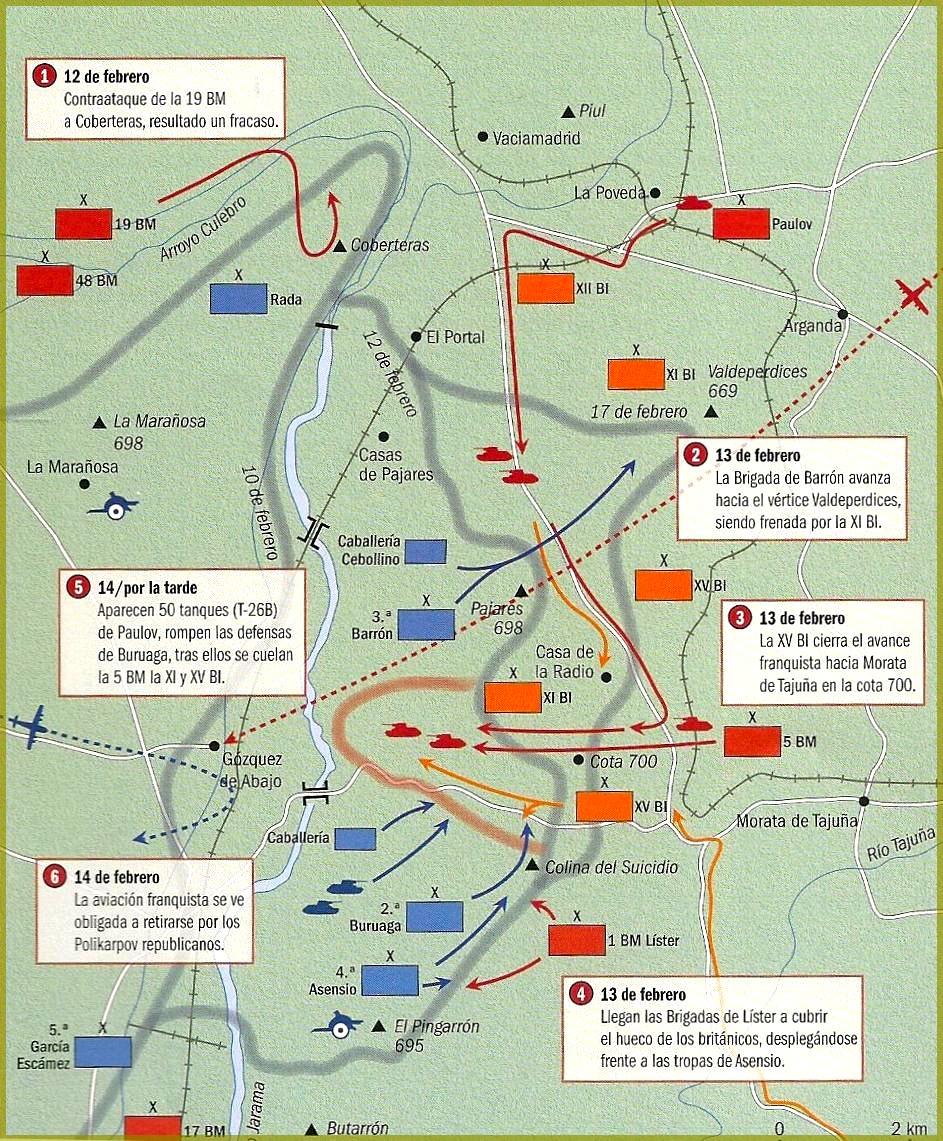
معركة خاراما. مبادرة تغيير الأجنحة (12-18 فبراير 1937). تمكن اللواء الدولي الخامس الدخول بدعم من دبابات تي-26 التابعة للجنرال بافلوف وفتح ثغرة، ودفع المتمردين نحو النهر. لم يستطيع لواء أسينسيو أخذ قمة لا مارانيوسا بسبب قوة دفاعات الألوية الدولية. أوقفت أسراب بوليكاربوف طائرات اليونكرز، وسيطرت على الأجواء، فضربت خطوط المتمردين. وضع الهجوم المضاد الجنرال فاريلا في مأزق، لكن التعزيزات الجديدة والمدفعية المثبتة في لا مارانيوسا وإل بينغارون منعت تقهقر القوات المتمردة.

جمعت القيادة الجمهورية قواتها في المنطقة، حيث خططت لشن هجوم. لكن تقدم المتمردين لايزال مستمرًا. لعدم معرفتهم بنوايا العدو جيدًا، قامت القيادة بتقسيم القوات بين نهري مانزاناريس وخاراما. لم تكن الألوية الدولية جاهزة بعد، بالذات اللواء الخامس عشر، مع أنها أرسلت إلى الجبهة في 7 فبراير. وعلى الرغم من أن عناصر جيش المركز التابع للجنرال سيباستيان بوزاس قد بدأوا في القتال، إلا أن الخط الجمهوري كان مستقرًا حتى ظهر إنريكي ليستر وإل كمبسينو مع كتائبهم المخضرمة في 8 فبراير. ظهرت التعزيزات على الضفة الشرقية من خاراما وأعاد جيش الجمهورية تنظيم دفاعاته، مما أدى إلى إحباط أي عبور للعدو. بالإضافة إلى ذلك غمرت الأمطار الغزيرة النهر وأوقفت القتال لمدة يومين.
وأشار إنريكي ليستر في مذكراته: كان الجنرال السوفيتي بافلوف منذ يوم 13 فبراير هو المنظم الحقيقي للمقاومة الجمهورية.

### عبور المتمردين النهر
في 11 فبراير عبرت مجموعة صغيرة من النظاميين المغاربة النهر دون أن يتم اكتشافهم وتسللت إلى مواقع اللواء الدولي الرابع عشر الجمهوري بالقرب من جسر بيندوك للسكك الحديدية في فاسيامادريد. وتسللوا داخل محيط العدو وقطعوا رقاب الحراس بصمت كما كانوا يفعلون في حرب الريف. فتبعهم الجنود القوميون بقيادة بارون على الفور وهاجموا اللواء الدولي الرابع عشر الذي فر هاربا. فظهر طابور بارون في الجوار متحديًا النيران الجمهورية العنيفة عابرًا جسر أرغاندا وأنشأ جسرًا على الجانب الآخر. كان الجمهوريون قد وضعوا متفجرات لتدميره عند الحاجة، ولكنه ظل سليما على الرغم من تفجيره. ومع ذلك لم يتمكن القوميون من احتلال جسر أرغاندا بسبب مقاومة كتيبة غاريبالدي، فاستولى طابور أسينسيو على سان مارتين دي لا فيغا، ثم حاول المتمردون احتلال هضبة موراتا للوصول إلى أرغاندا، ولكن ثبت أن القوة التي وضعت في مقدمة التقدم القومي صغيرة جدًا في إحداث اختراق.
وفي عملية خطط لها الجنرال الروسي بولوف أبطأت ثلاثة ألوية جمهورية ومعها الألوية الدولية الحادي عشر والخامس عشر تقدم القوميين عبر الهضبة. استمرت محاولات عبور المنطقة حتى يوم 15 فبراير، ثم قامت القوات الجمهورية بهجوم مضاد يوم 17 الشهر، في محاولة لصد المتمردين. استمر القتال حتى 27 فبراير دون أن تتحرك الجبهة تقريبا، مما سلط الضوء على القتال الشرس من أجل مستوى تتغير فيه السيطرة عدة مرات حتى انتهى به المطاف في قبضة المتمردين.
في هذه المرحلة عبرت القوات القومية بقيادة فاريلا النهر بقوة. ومع ذلك ظل الجمهوريون راسخين بقوة على طول مرتفعات بينغارون على الضفة الشرقية واستمروا في ضرب رأس حربة القوميين بنيران المدفعية. في وقت متأخر من اليوم صدت وحدات من اللواء الدولي الحادي عشر هجومًا قوميًا على طريق أرغاندا - كولمينار. ثم شن الجمهوريون هجومًا مضادًا مرتين بدبابات تي-26 السوفيتية، ومع أنها تعرضت للقصف من المدفعية القومية المثبتة في تل لا مارانيوسا، إلا أنهم تمكنوا من إعاقة التقدم القومي. وعندما ظهرت طائرات اليونكرز التابعة لفيلق الكندور في سماء المنطقة لدعم القوميين، أسقطتهم الطائرات الجمهورية وسيطرت على السماء. وحافظ سلاح الجو الجمهوري المكون إلى حد كبير من معدات وطيارين سوفيت على التفوق الجوي حتى 13 فبراير، مع وصول المزيد من الطائرات الإيطالية والإسبانية التابعة للمتمردين. فدارت معارك واسعة النطاق حول أرغاندا، فتكبدوا خسائر فادحة من البنادق الألمانية 88 ملم.

## ما بعد المعركة

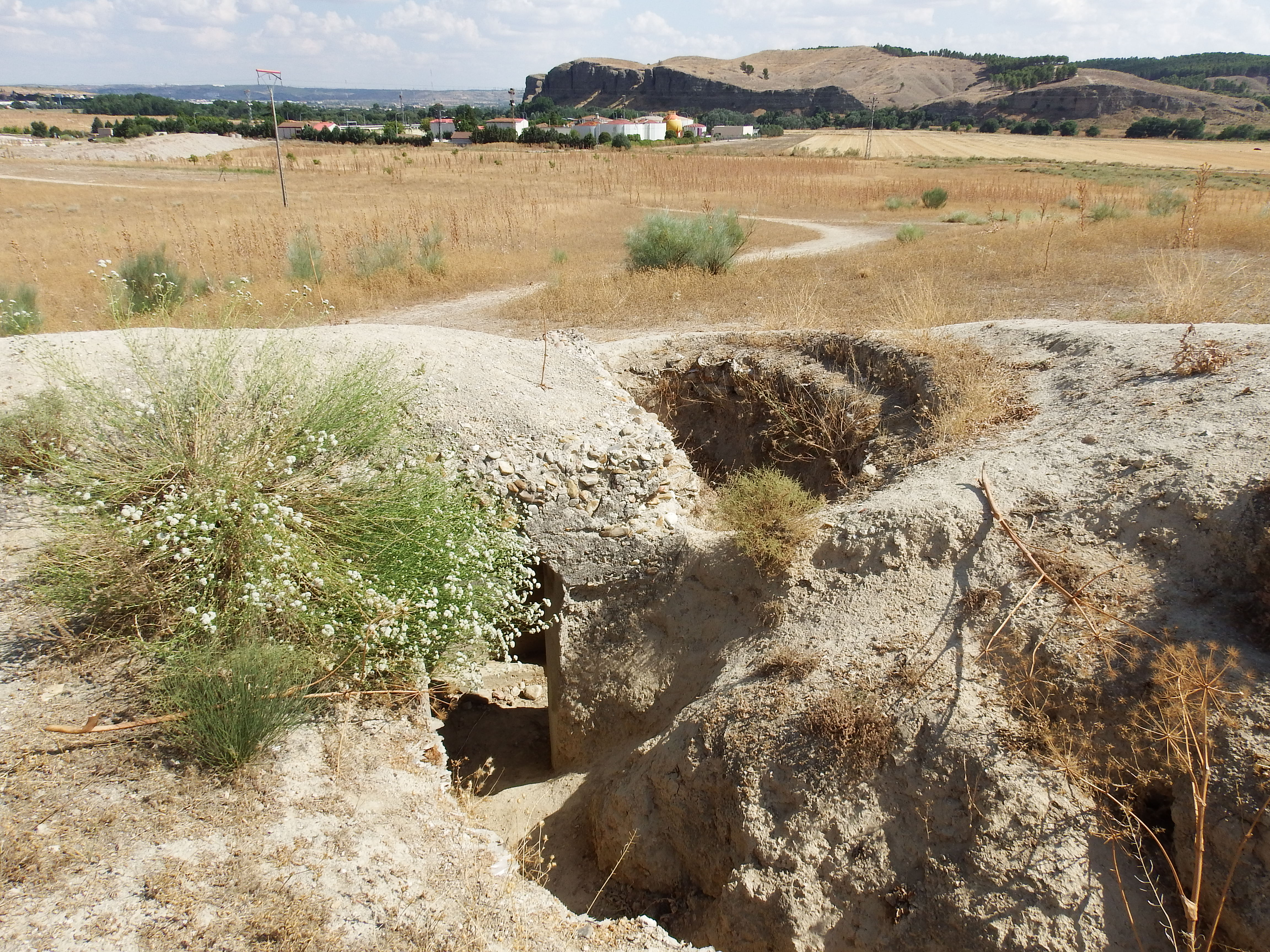
خنادق الجمهوريين في ريفاس - فاسيامدريد. كان التل الأمامي في أيدي القوميين. لا يمكن رؤية طريق مدريد - فالنسيا ولكنه على يسار الصورة.

مع نهاية فبراير استقرت الخطوط الأمامية، بحيث عزز كلا الجانبين مواقعهما وتحصينها إلى الحد الذي لا يمكن فيه شن هجوم مفيد. لقد عانى كلا من القوميون والجمهوريون من خسائر فادحة (تراوحت بين 6000 و 25000 لكل منهما، اعتمادًا على تقديرات مختلفة). بالإضافة إلى ذلك أضحت قواتهم منهكة ولديها نقص في الذخيرة والطعام. على الرغم من أن القوميين نجحوا في عبور النهر وقاوموا كل الجهود لإزاحتهم عن موطئ قدمهم على الجانب الآخر، إلا أن طريق مدريد - فالنسيا ظل بعيد المنال وبيد الجمهوريين. وبالتالي فقدت المنطقة أهميتها الاستراتيجية واندمجت في جبهة أوسع وممتلئة بالخنادق. وفي مارس تلقى جيش المشاة الإيطالي نفس الضربة في غوادالاخارا، فأنهى آمال فرانكو في قطع أوصال مدريد.

## وصلات خارجية
- George Leeson, Irish born volunteer – writing in 1947 on 10th anniversary of Jarama
- British Volunteers, International Brigade, Battle of Jarama
- Website created by John Corcoran on the British and Irish International Brigade positions at Jarama as they were in the early years of the 21st Century.
- La Batalla del Jarama (Spanish)
- Archivo de Arganda del Rey con información relativa a la batalla y fotografías (Spanish)
- Battle of Jarama Museum in Morata de Tajuña, a display of debris of the battle field and everyday items of the times.